# هيلموند سبورت
هيلموند سبورت هو ناد كرة قدم هولندي يقع بمدينة هيلموند، يمارس بالدوري الهولندي الممتاز. و قد تأسس في 27 يوليو سنة 1967.

## روابط خارجية
- الموقع الرسمي